# 載萼
宗室載萼（1825年—1900年），載萼，字蘭舫，号瓣香，愛新覺羅氏，清朝宗室、官员、進士出身。
道光二十九年，鄉試中舉。后授宗人府理事官。光緒三年，任殺虎口監督。光緒二十年，任內閣侍讀學士，后改通政使司副使。光緒二十三年，任詹事府詹事。光緒二十四年，任通政使司通政使。